# Модсли, Генри (психиатр)
Генри Модсли (англ. Henry Maudsley; 5 февраля 1835, Гигглсвик, Норт-Йоркшир — 23 января 1918, Буши, Хартфордшир) — британский психиатр; доктор медицины, профессор Лондонского университета (1869–1879). Доктор П. Я. Розенбах в своей биографической статье о нём опубликованной в «ЭСБЕ» в 1896 году, характеризует его так: «один из самых выдающихся современных английских психиатров»; «БМЭ» называет его основоположником «эволюционного направления в психиатрии», а «БРЭ», помимо этого, и одним из «основоположников детской психиатрии».

## Биография
Генри Модсли родился 5 февраля 1835 года на изолированной ферме недалеко от Гигглсвика в Северном Йоркшире. Начальное образование  получил в школе Гигглсвика. Мальчик потерял мать в раннем возрасте и его воспитывала тётя, обучая его стихам, которые он читал слугам. Она сумела найти возможность устроить его на медицинский факультет в Университетском колледже Лондона. 
За время учёбы он заработал десять золотых медалей и в 1857 году получил степень доктора медицины, хотя, как по свидетельству современников, Модсли избегал клинической работы, которую считал обременительной, и из-за этого конфликтовал с учителями.
С самого начала своей врачебной деятельности Генри Модсли посвятил себя изучению душевных болезней. Он разрабатывал этот предмет преимущественно с психологической и судебно-медицинской точек зрения и приобрел большую известность благодаря нескольким крупным научным трудам, написанным в этом направлении.
В 1862 по 1878 год Г. Модсли издавал «Journal of Mental Science», ныне это издание называется «British Journal of Psychiatry» (см. Британский журнал психиатрии). 

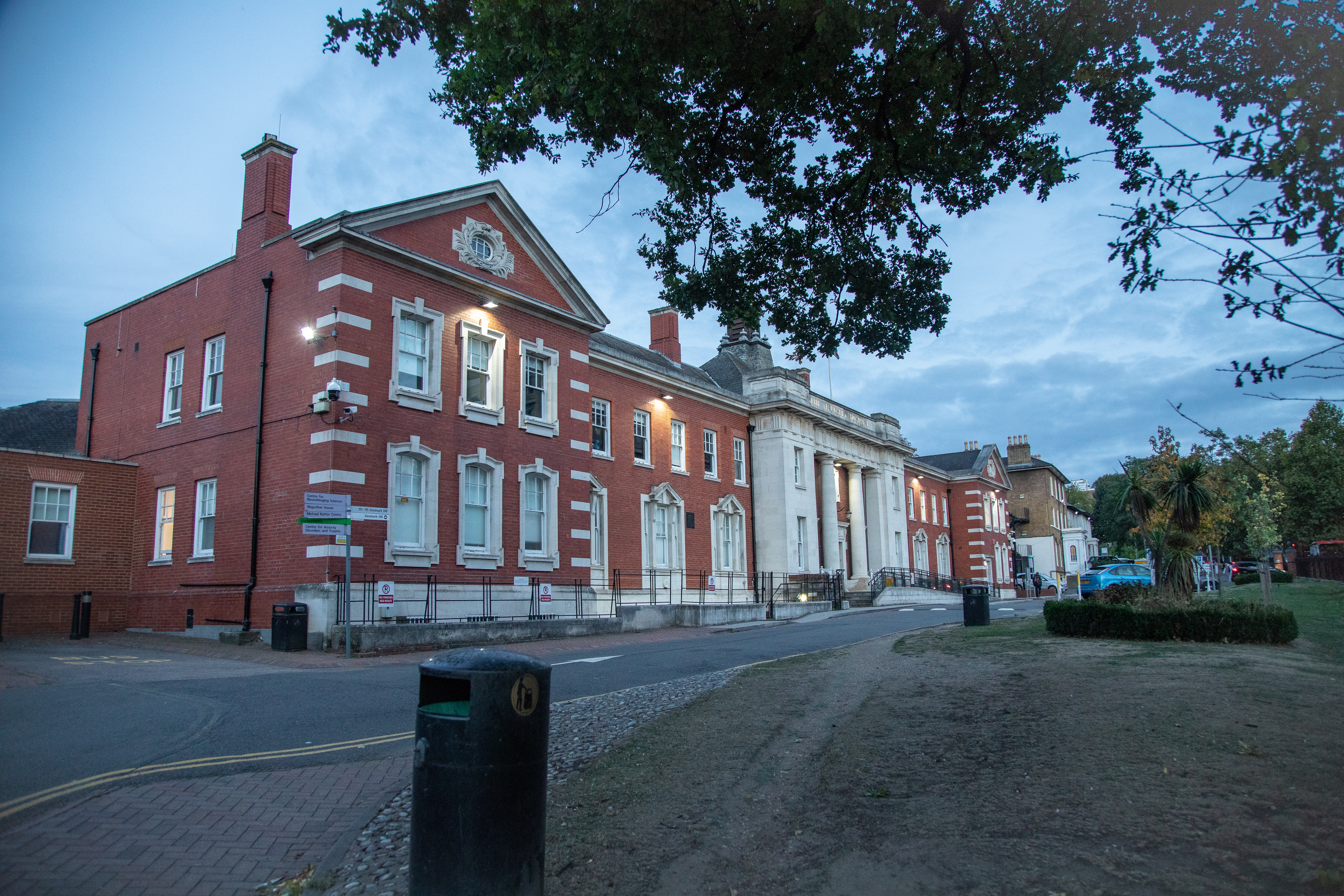
Госпиталь Модсли

Главные его работы: «Физиология и патология души» в котором отразил свой взгляд на органическое происхождение психических заболеваний (переведена на французский и немецкий языки) и «Ответственность при душевных болезнях» (переведено на русский язык в 1875 году). Кроме того, ему принадлежит множество статей по клинической психиатрии, рассеянных в английских медицинских журналах того времени (см. раздел «Библиография»).
Генри Модсли умер 23 января 1918 года в городе Буши.
Его имя носит одно из лечебных заведений британской столицы.

### Статьи
- "The Love of Life", The Journal of Mental Science, Vol. VII, N°. 36, January 1861.
- "The Genesis of Mind", The Journal of Mental Science, Vol. VII, N°. 40, January 1862.
- "Delusions", The Journal of Mental Science, Vol. IX, N°. 45, April 1863.
- "Homicidal Insanity", The Journal of Mental Science, Vol. IX, N°. 47, October 1863.
- "Considerations with Regard to Hereditary Influence", The Journal of Mental Science, Vol. IX, N°. 48, January 1864.
- "Insanity and its Treatment", The Journal of Mental Science, Vol. XVII, N°. 79, October 1871.
- "Sex in Mind and Education" (недоступная ссылка), The Fortnightly Review, Vol. XV, 1874.[10] Also available from https://en.wikisource.org/wiki/Popular_Science_Monthly
- "The Alleged Increase of Insanity", The Journal of Mental Science, Vol. XXIII, N°. 101, April 1877.
- "Hallucinations of the Senses", The Eclectic Magazine, Vol. XXVIII, July/December 1878.
- "Alleged Suicide of a Dog", Mind, Vol. 4, No. 15, Jul. 1879.
- "The Moral Sense and Will in Criminals", The Medico-Legal Journal, Vol. II, 1885.
- "The Physical Conditions of Consciousness", Mind, Vol. 12, No. 48, Oct. 1887.
- "Remarks on Crime and Criminals", The Journal of Mental Science, Vol. XXXIV, N°. 146, July 1888.
- "The Double Brain", Mind, Vol. 14, No. 54, April 1889.
- "The Physical Basis of Mind", The Forum, February 1891.
- "Memory" in Little Masterpieces of Science, George Iles, ed., Doubleday, Page & Company, 1902.
- "Optimism and Pessimism", The Journal of Mental Science, Vol. LXIII, N°. 260, January 1917.
- "Materialism and Spiritualism", The Journal of Mental Science, Vol. LXIII, October 1917.

### Прочее
- "An Address on Medical Psychology," The Journal of Mental Science, Vol. XVIII, 1873.
- "Introductory Lecture Delivered at University College, on October 2nd 1876," The Lancet, N°. 12, December 1876.